# Stefan Mellander
John Stefan Mellander, född den 26 juli 1930 i Ryda församling, Skaraborgs län, död den 24 september 2019 i Lidingö församling, Stockholms län, var en svensk medicinare. Han var brorson till Einar Mellander.
Mellander avlade studentexamen i Vänersborg 1949 och medicine kandidatexamen vid Göteborgs medicinska högskola 1952. Han avlade medicine licentiatexamen vid Göteborgs universitet 1957 och promoverades till medicine doktor där 1960. Mellander var amanuens och assistent vid Göteborgs universitets fysiologiska institution 1953–1960, underläkare på kirurgiska avdelningen vid Vänersborgs lasarett 1957, Research Fellow vid University of Washington i Seattle, Förenta staterna, 1957–1958, docent i fysiologi vid Göteborgs universitet från 1961, forskardocent i fysiologi där från 1964, laborator 1967 och professor i fysiologi vid Lunds universitet 1968–1996. Han publicerade skrifter i cirkulationsfysiologi.